# Регган
Регга́н или Завиет-Регган (араб. رقان‎) — город и коммуна на юге Алжира, в вилайете Адрар. Административный центр округа Регган.

## История
В период французского колониального правления в южных окрестностях города было проведено четыре испытания ядерного оружия (три — в 1960 году и одно — в 1961). Впервые ядерный взрыв, получивший кодовое название «Синий тушканчик», мощностью 70 килотонн в тротиловом эквиваленте был произведён французами 13 февраля 1960 года.

## Географическое положение

Коммуна Регган

Город находится в восточной части вилайета, на территории одного из оазисов пустыни Танезруфт центральной Сахары, на расстоянии приблизительно 1140 километров к юго-юго-западу (SSW) от столицы страны Алжира. Абсолютная высота — 252 метра над уровнем моря.

Коммуна Регган граничит с коммунами Сали, Тимоктен, Аулеф, Акабли, Ин-Гар (вилайет Таманрассет), Ин-Амгель (вилайет Таманрассет), Бордж-Баджи-Мохтар, Тиндуф (вилайет Тиндуф), а также с территорией Мавритании. Её площадь составляет 124 298 км².

## Климат
Климат города характеризуется как аридный (BWh в классификации климатов Кёппена). Осадки в течение года практически отсутствуют (среднегодовое количество — 7 мм). Средняя годовая температура составляет 26,7 °C.

## Население
По данным официальной переписи 2008 года численность населения коммуны составляла 21 723 человека. Доля мужского населения составляла 51,24 %, женского — соответственно 48,76 %. Уровень грамотности населения составлял 75,9 %. Уровень грамотности среди мужчин составлял 85 %, среди женщин — 66,3 %. 6 % жителей Реггана имели высшее образование, 15,6 % — среднее образование.